# Василь Кричевський (монета)
«Васи́ль Криче́вський» — пам'ятна монета номіналом 2 гривні, випущена Національним банком України. Присвячена 150-річчю від дня народження однієї з найпотужніших, самобутніх постатей українського мистецтва кінця XIX — середини XX ст. Василя Кричевського, який мав універсальний талант: творив в архітектурі й малярстві, працював над оформленням книг, театральних вистав і кінофільмів, розробляв дизайн національного герба України, печатки держави, паперових грошей та марок УНР, досконало знав народну творчість, був глибоко обізнаний зі світовим мистецтвом, умів навчати і постійно вчився сам. Черпаючи натхнення з мистецької творчості українського народу, Василь Григорович Кричевський залишив по собі значний доробок — немає галузі мистецтва, у якій би не проявився творчий вплив, всебічна індивідуальність митця. У багатьох із них він виступає як новатор і творець українського національного стилю.
Монету введено в обіг 24 січня 2023 року. Вона належить до серії «Видатні особистості України».

## Опис та характеристики монети
| Номінал грн. | Метал      | Маса, грам | Діаметр, мм. | Якість виготовлення       | Гурт     | Тираж, штук |
| ------------ | ---------- | ---------- | ------------ | ------------------------- | -------- | ----------- |
| 2            | нейзильбер | 12,8       | 31           | спеціальний анциркулейтед | рифлений | 30 000      |

### Аверс

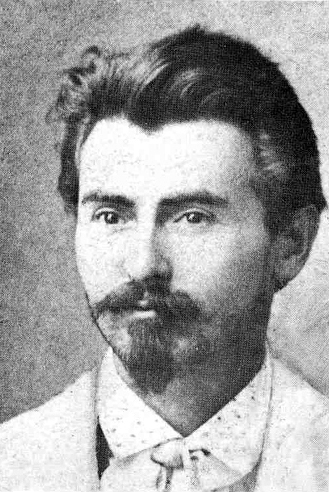
Василь Кричевський

На аверсі монети на тлі орнаменту, розробленого Василем Кричевським, розміщено: угорі напис «УКРАЇНА», під яким малий Державний Герб України, праворуч і ліворуч від якого рік карбування монети «2023», у центрі стилізоване декоративне «дерево життя» — елемент Державного кредитового білета УНР, в осерді якого номінал «ДВІ ГРИВНІ»; унизу на дзеркальному тлі логотип Банкнотно-монетного двору Національного банку України.

### Реверс
На реверсі монети розміщено: на дзеркальному тлі портрет Василя Кричевського, праворуч від якого — композицію, що представляє його спадок: угорі герб УНР, під яким перший зразок нового українського архітектурного стилю — головний фасад будинку Полтавського губернського земства (1903—1908), побудованого за проєктом Кричевського, написи: «ВАСИЛЬ КРИЧЕВСЬКИЙ» (ліворуч від портрета півколом на дзеркальному тлі), роки життя — «1873/1952» (праворуч від портрета на матовому тлі).

## Автори
- Художники: Таран Володимир, Харук Олександр, Харук Сергій.
- Скульптори: Атаманчук Володимир, Лук'янов Юрій.

## Вартість монети
Під час введення монети в обіг 2023 року, Національний банк України реалізовував монету за ціною 81 гривня.
Фактична приблизна вартість монети, з роками змінювалася так:
| Рік        | 2023 | 2024 | 2025 |
| ---------- | ---- | ---- | ---- |
| Ціна, грн. | 100  | 110  | 125  |